# Gina Zuanic
María Virginia Zuanic Rocha, más conocida como Gina Zuanic (Santiago, Chile, 17 de noviembre de 1932), es una expresentadora de televisión chilena.

## Trayectoria
Es hija de padre croata y madre chilena. Comenzó su carrera en 1964, participando en la sitcom de Canal 13 Memé, secretaria ejecutiva. Hacia principios de la década de 1970 conduce el noticiero Teletarde, en la misma Corporación de Televisión.
Fue presentando pequeños programas para público adulto o femenino, llegando en 1977 a conducir el programa Aquí, Ahora junto a Javier Miranda, donde ella debió mantener la serenidad en medio de un episodio donde se registró un sismo, y Javier Miranda salió arrancando del estudio, supuestamente «a averiguar en dónde había sido el epicentro», según el mismo Javier Miranda ha contado en varias ocasiones. 
Pero su trabajo con Javier Miranda (su partner televisivo) también es muy importante. Juntos hicieron el ya mencionado "Aquí, Ahora" a fines de los años 70; así también hicieron un programa concurso llamado Dos + Dos en 1979 y también, entre 1983 y 1985, tuvieron el honor de llevar hasta lo más alto la música chilena, en el programa Esquinazo, que se llevó hasta el horario estelar a nuestro folclor. De hecho se autodenominaba El Espectáculo de Nuestra Música. 
También con Javier Miranda hicieron a comienzos de los años 1980 los comerciales de las desaparecidas Farmacias Andrade.
En teleseries como La madrastra, o Las herederas, Gina Zuanic participó en algunas escenas interpretando a una oficial civil que debía casar a algunos personajes de la historia. También Javier Miranda participó desempeñando el mismo rol en algunas teleseries.
Es principalmente conocida por presentar el informe del tiempo en Teletrece entre marzo de 1978 y diciembre de 1992. Desde 2015 formó parte de la radio en línea Toromondo.